# Ekerön

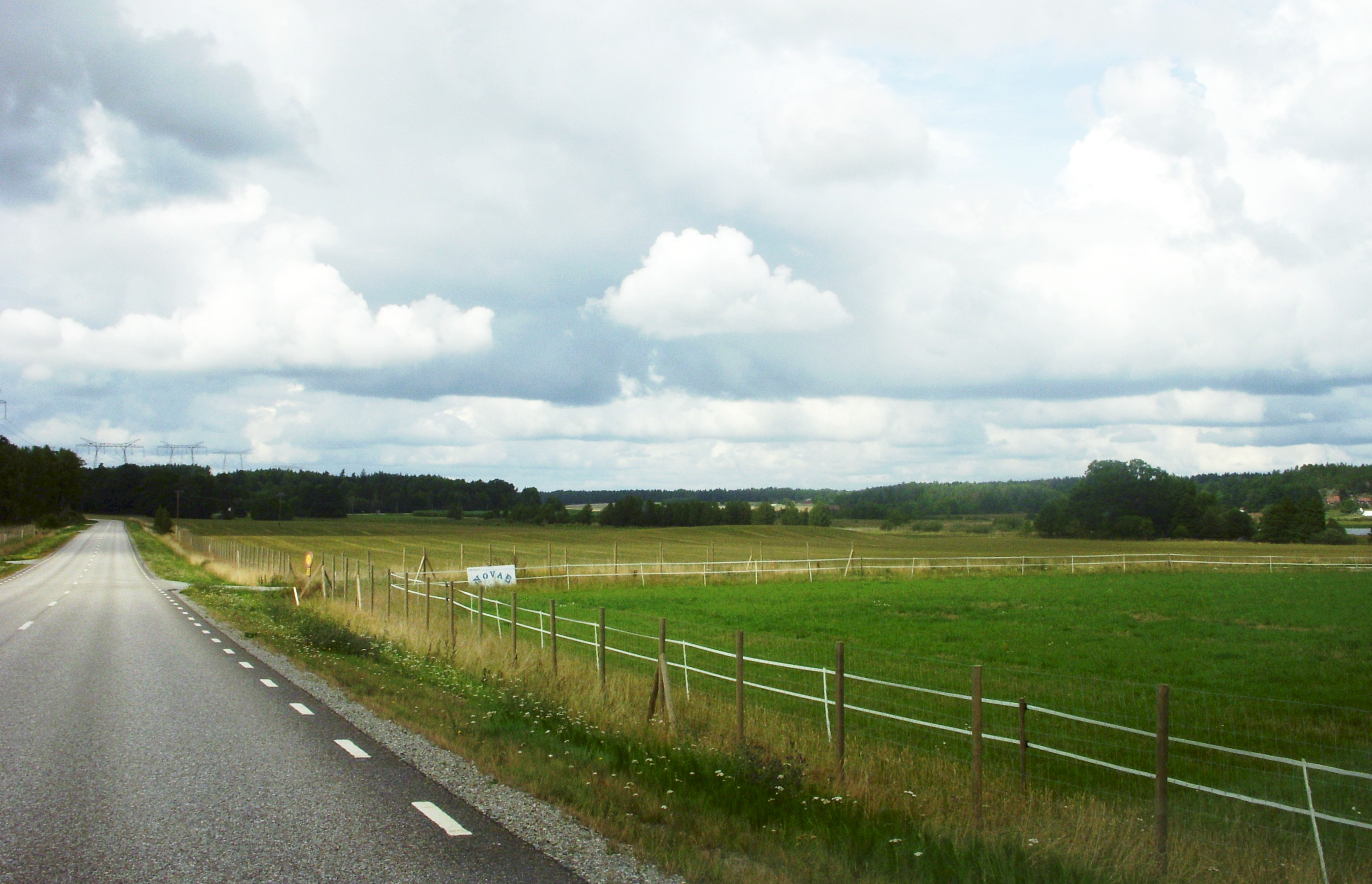
Kulturlandskapet på Ekerön vy mot norr.

Ekerön är en långsträckt ö i Östra Mälaren i Ekerö socken i Uppland, Stockholms län, och är huvudön i Ekerö kommun. Ön är i norr- och öster skild från Färingsö och Lovön genom den smala Långtarmen och Tappström, i söder är den omgiven av Ekeröfjärden och i väster av södra Björkfjärden. Ön, som bildats av de tre förr skilda öarna Ekerön, Kärsön och Munsön, består av en mestadels skogbevuxen rullstensås (Uppsalaåsen), med dels bergiga, dels jämnare stränder. På ön finns den så kallade Mälarsandstenen; en röd, arkosartad sandsten som bildades för cirka 1,4 miljarder år sedan.
Ekerön tillhörde tidigare Södermanland men överfördes av Gustav Vasas regering till Uppland. Ekerö socken kallades tidigare för Asknäs (Askanäs) socken. Ekerö kyrka som uppfördes i slutet av 1100-talet ligger på öns södra sida vid Kyrkfjärden i Mälaren intill gården Asknäs.  
Sträckan från Ekerö centrum över Ekerön till Kärsön präglas huvudsakligen av ett naturskönt kulturlandskap med bondgårdar, hästhagar, korta skogsområden. Bland byggnader och verksamheter märks Menhammar stuteri som är ett av Sveriges äldsta och största uppfödare av varmblodiga travhästar samt Skytteholms gård från 1630-talet, som är idag ett utbildnings- och konferenscentrum med skulpturer (repliker) av Carl Milles.